# HD 238090
HD 238090 — двойная звезда в созвездии Большой Медведицы на расстоянии приблизительно 46 световых лет (около 14,2 парсек) от Солнца.
Вокруг звезды обращается, как минимум, одна планета.

## Характеристики
Первый компонент (G 197-49) — оранжево-красный карлик спектрального класса M0V, или M0, или M2, или K5V, или K5. Видимая звёздная величина звезды — +9,699m. Масса — около 0,602 солнечной, радиус — около 0,585 солнечного, светимость — около 0,067 солнечной. Эффективная температура — около 3627 К.
Второй компонент (G 197-50) — красный карлик спектрального класса M3V. Видимая звёздная величина звезды — +13,53m. Масса — около 0,2367 солнечной, радиус — около 0,2471 солнечного. Эффективная температура — около 3020 К. Удалён на 14,7 угловой секунды.

## Планетная система
В 2020 году группой астрономов у звезды обнаружена планета HD 238090 b.
В 2019 году учёными, анализирующими данные проектов HIPPARCOS и Gaia, у звезды обнаружена планета HIP 59514 c.